# 리마 파키

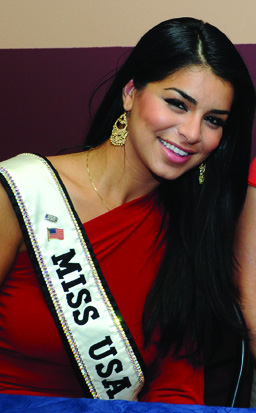
미스 USA 2010 - 리마 파키

리마 파키 (ريما فقيه, Rima Fakih, 1985년 9월 22일 ~ )는 미국의 미인대회 우승자이다. 미스 미시간 USA 2010, 미스 USA 2010 우승자이며, 미스 유니버스 2010에서 미국 대표로 출전했다.
파키는 레바논 출신이며 어린 시절 미국으로 이민을 가게 되었다. 또한, 무슬림과 아랍 출신의 여성으로서 처음으로 미스 USA 대회에서 우승하였다. 2008년에는 미스 레바논 이미그렌트 대회에서 3위에 머물렀다. 파키는 2011년 6월 19일에 미스 USA 2011 대회에서 캘리포니아 출신의 앨리사 캄파넬라에게 왕관을 물려주었다.

## 사생활
파키는 레바논 남부의 자발 아멜의 스리파에서 태어났으며, 시아파 무슬림 가족 밑에서 자랐다. 어린 시절 마운트 레바논 주의 소욱 엘 가브에서 살았으며, 수도인 베이루트에서 세인트 리타 가톨릭 학교를 다녔다. 1993년에 파키의 부모인 후세인 파키와 나디아 파키는 레바논 내란에서 살아남아 미국의 뉴욕에 정착하였다. 파키는 뉴욕 세인트 존 고등학교를 졸업하였다. 파키의 아버지는 맨하탄에서 음식점을 경영 하였는데, 9·11 테러로 인하여 아랍인 들에 대한 미국인들의 편견이 강해져 반달리즘에 시달렸다고 한다. 2003년에 파키의 가족들은 미국에서 가장 큰 아랍인 밀집 지역인 미시간의 디어본으로 이사를 하였다. 파키의 가족들은 무슬림이지만, 크리스마스나 부활절과 같은 기독교의 명절도 기념한다고 밝혔다. 파키는 헨리 포드 커뮤니티 대학을 졸업하였으며, 미시간 주립대학 디어본 캠퍼스에서 경제와 비지니스 학을 전공하였고 졸업하였고, 미스 USA의 임기가 끝난 후에는 로스쿨로 진학 할 계획 이라고 한다. 파키는 레바논에서 살고 있는 자매 1명과 2명의 남자 형제가 있다. 파키는 디트로이트 메디컬 센터에서 판매 부서에서 일하였으며, 아랍계 미국인 사회의 발전을 위해 노력하였다.
현재 파키는 멕시코계 미국인인 토론토 블루제이스의 야구선수 리키 로메로와 연인관계로 발전 하였다. 파키는 음주운전으로 인하여 2011년 12월 3일에 구속되었다. 2016년 4월 파키는 시아이슬람교에서 마론파 기독교교로 개종했고, 레바논 - 캐나다 음악 제작자 와심 슬라이비와 토니 샐으로 결혼했다. 한 쌍에는 두 명의 자녀가 있다.

## 미인 대회
파키는 19살에 미스 웨인 카운티를 대표하여 미스 아메리카 대회의 지역대회인 미스 미시간 대회에서 4위를 하였다.

### 미스 레바논 이미그렌트
2008년에 파키는 미시간을 대표하여 미스 레바논 이미그렌트 대회에 출전 하였다. 이 대회는 미스 레바논 대회의 일종이며, 해외에 살고 있는 레바논의 젊은 여성이면 누구나 참가할 수 있었고, 파키는 3위에 그쳤다.

### 미스 USA2010
파키는 2009년 9월 19일에 미스 미시간 USA 대회에서 우승하였다. 2010년 5월에 라스베이거스에서 열린 미스 USA 2010 대회에서 우승하였고, 3번째 미시간 출신 후보 로서 우승하였다. 파키는 첫 번째 레바논계 미국인, 아랍계 미국인으로서 미스 USA 대회에서 우승하였다. 파키는 2007년에 디트로이트 라디오 방송국인 WKQI에서 연 "Stripper 101"이라는 행사에서 봉춤을 추고 있는 사진을 찍혀서, 미스 USA 2010 대회 우승 직후 왕관 박탈 여부를 놓고 언론에서 앞 다투어 보도를 하였다. WKQI는 미스 유니버스 조직회에 연락을 하여, 그 사진들은 아무 문제가 없다고 이야기 하였다.파키는 성적인 코드가 담겨있는 독립영화인 "Throbbing Justice"에 출연 하기도 하였다.
많은 아랍계 미국인들은 파키의 우승을 축하 하였으나, 몇몇의 무슬림들은 그녀의 미인대회 출전을 달가워 하지 않았다. 그 이유는 무슬림 여성들은 수영복을 입고 공개 석상에 서게 되면 안된다는게 그 이유이다. 한편, 미스 USA 2011 대회가 6월 19일에 치러졌기 때문에, 파키는 약 1년 1개월의 긴 미스 USA 활동을 하였다.

### 미스 유니버스 2010
2010년 8월 23일에 파키는 미스 유니버스 2010 대회에 출전하였으나, 준결승에 진출에 실패하였다. 미스 USA가 미스 유니버스 대회에서 준결승 진출에 실패한 적은 4번이며, 가장 최근에 실패 한적은 미스 유니버스 2002에 출전 했던 미스 USA 2002 션테이 힌튼 이었다. 미스 유니버스 2010 대회에는 토플리스로 수영복 사진을 찍는 것을 선택할 수 있었는데, 리마는 토플리스로 촬영 하였으나, 등을 내보이는 정도로 그쳤다. 파키는 자신은 무슬림이며, 자신의 종교를 존중하는 의미에서 그랬다고 한다. 하지만, 독실한 이슬람교 신자들은 이 조차도 신성모독이라며 반발 하였다. 한편, 토플리스로 촬영한 3명은 준결승 진출에 실패 하였고, 유일하게 10권 안에 진출한 후보는 아일랜드의 로잔나 퍼셀이 있다.

### 그 외
파키는 2010년 11월 29일에 WWE Raw의 게스트로 참석하여 우승자인 Sheamus에게 왕관을 씌워주는 대관식을 하였다. 또한, 파키는 미국의 남성 인터넷 잡지인 AskMen.com에서 실시한 Top 99 women 2011이라는 설문조사에서 86위를 하였다. 2011년 2월 레슬링 리얼리티 프로그램인 WWE Tough Enough에 참여하였고, 4월에 첫 방송 되었고 파키는 10위에 머물렀다. 2011년 8월 2일에 컵케이크 만들기 리얼리티 시리즈 'Cupcake Wars'에 출연하였다. 또 한, 파키가 살고 있는 미시간주의 디트로이트에서 촬영된 휴 잭맨 주연의 영화 리얼스틸에 출연 하였는데 출연자 명단에는 누락되었다. 리얼스틸은 2011년 10월 7일에 개봉하였다. 리얼스틸에는 파키가 왕관을 물려준 미스 미시간 USA 2011인 채닝 피어스도 함께 출연하였다.

## 같이 보기
- 김주리
- 히메나 나바레테
- 로잔나 퍼셀
- 브룩 리
- 로라 해링